# Micromys minutus
Il topolino delle risaie (Micromys minutus  Pallas, 1771) è l'unica specie vivente del genere Micromys (Dehne, 1841), diffusa in gran parte dell'Ecozona paleartica.

## Descrizione

### Dimensioni
Roditore di piccole dimensioni, con lunghezza della testa e del corpo tra 55 e 75 mm, la lunghezza della coda tra 54 e 79 mm, la lunghezza del piede tra 14 e 16 mm, la lunghezza delle orecchie fino a 10 mm e un peso fino a 7 g.

### Caratteristiche craniche e dentarie
Il cranio ha un rostro molto corto, è privo di creste sopra-orbitali e una scatola cranica grande e ampia. Il palato è relativamente largo, la bolla timpanica è grande.
Sono caratterizzati dalla seguente formula dentaria:

### Aspetto
La pelliccia è soffice, più lunga durante l'inverno. Il colore delle parti dorsali è bruno rossiccio, mentre i peli delle parti ventrali sono grigiastri con la punta bianca. La testa è rotonda con un muso molto corto. Le orecchie sono piccole e arrotondate ed hanno una particolare valvola di forma triangolare, che ha la capacità di chiudere completamente il meato uditivo. La coda è lunga quanto il corpo e la testa, marrone scuro dorsalmente, più chiara inferiormente, ricoperta di peli tranne la parte dorsale della punta ed è prensile. Il piede ha le tre dita centrali relativamente lunghe. L'alluce è corto, munito di un artiglio e non è pienamente opponibile. Sono presenti 5 cuscinetti sul palmo delle mani. I due cuscinetti posteriori sono ingrossati ed uniti tra di loro, tale da formare con il pollice un tubercolo unico opposto alle altre dita. Le femmine hanno due paia di mammelle pettorali e due paia inguinali.

## Biologia

### Comportamento

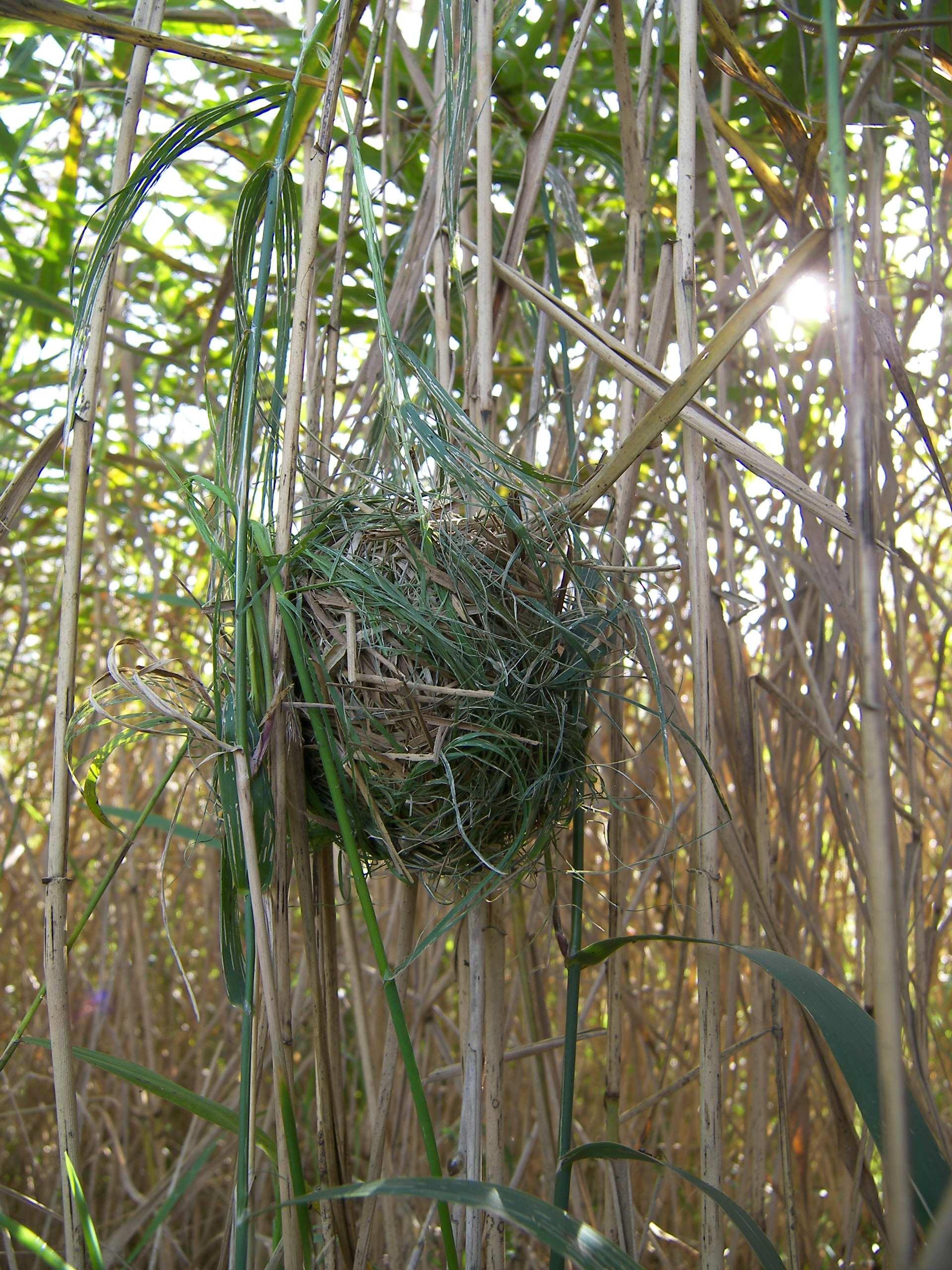
Il caratteristico nido estivo

È una specie attiva tutto il giorno, anche se i picchi di massima attività sono concentrati dopo il buio e prima dell'alba. Non va in letargo. Grazie alle sue minuscole dimensioni ed alla coda prensile, si arrampica abilmente tra gli steli dell'erba e tra i canneti. Durante la primavera e l'estate, nella stagione riproduttiva, costruisce dei nidi sferici di circa 60–130 mm di diametro, sospesi tra gli steli d'erba a circa 100–130 cm dal terreno. Questi nidi sono fatti di tre strati di erba e foglie, intrecciate saldamente tra loro. Le foglie dello strato più interno sono finemente spezzetate per formare un soffice tappeto per i piccoli. C'è più di un'entrata, ma queste sono tenute chiuse dalle femmine durante la prima settimana dopo il parto. Solitamente sono necessari da 2 a 10 giorni per costruirlo. Anche gli esemplari non riproduttivi di solito costruiscono nidi simili, ma questi sono più fragili e mancano dello strato morbido più interno. Talvolta viene costruito al suolo o in buche, specialmente nei mesi più freddi, quando questa specie può rifugiarsi anche nei pagliai o in strutture costruite dall'uomo.

### Alimentazione
Si nutre principalmente di semi, occasionalmente di frutta e, più raramente, di piccoli insetti e di uova di piccoli uccelli. In cattività si ciba anche di carne.

### Riproduzione
La stagione riproduttiva è presente durante i mesi caldi e secchi, da aprile a maggio, con picchi da luglio a settembre, ma talvolta anche nel tardo autunno. Le femmine vanno in estro più volte l'anno, anche subito dopo il parto. In condizioni favorevoli possono dare alla luce piccoli più volte in rapida successione. A causa della vita piuttosto breve, le femmine partoriscono solo 1 o 2 volte. La gestazione dura 17-18 giorni. Vengono dati alla luce 1-13 piccoli per volta. Il numero medio per ogni parto varia notevolmente nell'areale. Il piccolo alla nascita pesa circa 1 g, apre gli occhi e si ricopre di peli dopo 8-10 giorni. Lo svezzamento termina dopo 15-16 giorni e raggiunge la maturità sessuale dopo 35 giorni. L'aspettativa di vita allo stato selvatico è di circa 3 anni, mentre in cattività raggiunge i 5 anni.

## Distribuzione e habitat
Questa specie è diffusa in gran parte dell'Ecozona paleartica e della regione Indomalese, dalla Spagna settentrionale al Giappone a est, e dalla Siberia centrale fino al Vietnam settentrionale a sud. È completamente assente da gran parte della Penisola iberica, Italia meridionale, Alpi, Penisola ellenica, Penisola scandinava e dalla Gran Bretagna settentrionale. Una popolazione, probabilmente introdotta recentemente, è presente lungo il confine meridionale tra Svezia e Norvegia. In Italia è diffusa nella Pianura Padano-Veneta e in Toscana settentrionale, mentre sono da verificare le segnalazioni di esemplari avvistati in alcune zone della Campania e dell'Agro Romano.
Vive nell'erba alta, in canneti, campi di grano, risaie ed altri ambienti umidi, boschi di bambù, siepi e ai bordi di foreste umide. È adattata anche a una varietà di habitat umani, come giardini, terreni agricoli, coltivazioni di cereali e fossati di drenaggio. È una specie tipicamente di pianura, sebbene sia stata registrata ad altitudini fino a 1.700 metri in Europa.

## Tassonomia
Sono state riconosciute 20 sottospecie:
- M.m.minutus: Russia europea, Lituania, Lettonia, Estonia, Polonia, Bielorussia, Azerbaigian, Georgia, Armenia, Kazakistan settentrionale, Siberia occidentale;
- M.m.aokii (Kuroda, 1922): Isola di Tsushima;
- M.m.batarovi (Kastschenko, 1910): Siberia centrale;
- M.m.brauneri (Martino, 1930): Serbia, Bulgaria, Turchia europea;
- M.m.danubialis (Simonescu, 1971): Romania, Moldavia, Ucraina;
- M.m.erythrotis (Blyth, 1855): Stato indiano dell'Assam, Myanmar settentrionale, provincia cinese dello Xizang sud-orientale, Vietnam settentrionale, probabilmente anche nel Laos;
- M.m.fenniae (Hilzheimer, 1911): Finlandia, Carelia;
- M.m.hertigi (Johnson & Jones, 1955): Jeju-do, Corea del Sud;
- M.m.hondonis (Kuroda, 1933): Honshū, Giappone;
- M.m.japonicus (Thomas, 1906): Shikoku, Kyūshū, Isole Oki: Dogo, Nishino-shima, Nakano-shima; Kuchinoerabujima, Fukuejima, Isole Amakusa: Awaji, Teshima, Innoshima, Osaki-kamishima, Shimoshima;
- M.m.mehelyi (Bolkay, 1925): Bosnia ed Erzegovina;
- M.m.pianmaensis (Pen & Wang, 1981): provincia cinese dello Yunnan;
- M.m.pratensis (Ockshay, 1831): Austria, Ungheria, Slovacchia, Slovenia, Croazia, Kosovo, Montenegro, Albania, Macedonia del Nord, Grecia settentrionale;
- M.m.pygmaeus (Milne-Edwards, 1872): province cinesi del Sichuan, Chongqing, Guizhou, Guangxi, Hunan, Guangdong e Fujian;
- M.m.shenshiensis (Li, Wu & Shao, 1965): provincia cinese dello Shaanxi meridionale;
- M.m.soricinus (Hermann, 1780): Spagna settentrionale, Francia, Belgio, Paesi Bassi, Lussemburgo, Svizzera, Italia settentrionale, Germania, Danimarca, Repubblica Ceca;
- M.m.subobscurus (Fritsche, 1934): Germania nord-occidentale;
- M.m.takasagoensis (Tokuda, 1941): Taiwan;
- M.m.ussuricus (Barrett-Hamilton, 1899): Siberia orientale, Penisola coreana, province cinesi del Heilongjiang, Jilin, Liaoning, Mongolia Interna;
- M.m.zhenjiangensis (Huang, 1989): province cinesi dello Jiangsu, Zhejiang, Anhui e Hubei.

## Conservazione
La IUCN Red List, considerato il vasto areale, la popolazione numerosa e facilmente adattabile, classifica M.minutus come specie a rischio minimo (Least Concern).

È tuttavia noto un declino in molti stati europei, come l'Austria, la Repubblica Ceca, la Slovacchia e la Svizzera. Comunque la popolazione di questa specie varia in maniera drastica, e alcune riduzioni di numero sono in effetti parte di una normale fluttuazione.